# Lada Samara
Pour les articles homonymes, voir Samara (homonymie) et Lada.
 (avril 2023).
Si vous disposez d'ouvrages ou d'articles de référence ou si vous connaissez des sites web de qualité traitant du thème abordé ici, merci de compléter l'article en donnant les références utiles à sa vérifiabilité et en les liant à la section « Notes et références ».
La Lada Samara est une berline compacte à traction avant, produite à partir de décembre 1984 et lancée en janvier 1985 en Union soviétique par le constructeur local AvtoVAZ.
Elle a été assemblée par l’usine de Togliatti. Dans son pays d’origine, elle s’appelait VAZ-2108 « Spoutnik » (en russe : спутник), ce qui évoquait le célèbre satellite lancé par les Soviétiques en 1957, mais qui signifie également « compagnon de voyage » en russe. La voiture est arrivée peu de temps après en Europe occidentale sous l'appellation Lada Samara, du nom de la capitale de l’oblast éponyme, dans lequel se situe le siège d’AvtoVAZ. Elle a remporté un franc succès jusqu’à son retrait des marchés européens, à la fin des années 1990. L’arrêt de production a eu lieu le 24 décembre 2013, la Samara a néanmoins connu une descendance en 1997 avec la Samara-2, déclinée également en versions 3, 4 et 5 portes.

## La Samara initiale (1985 – 2013)

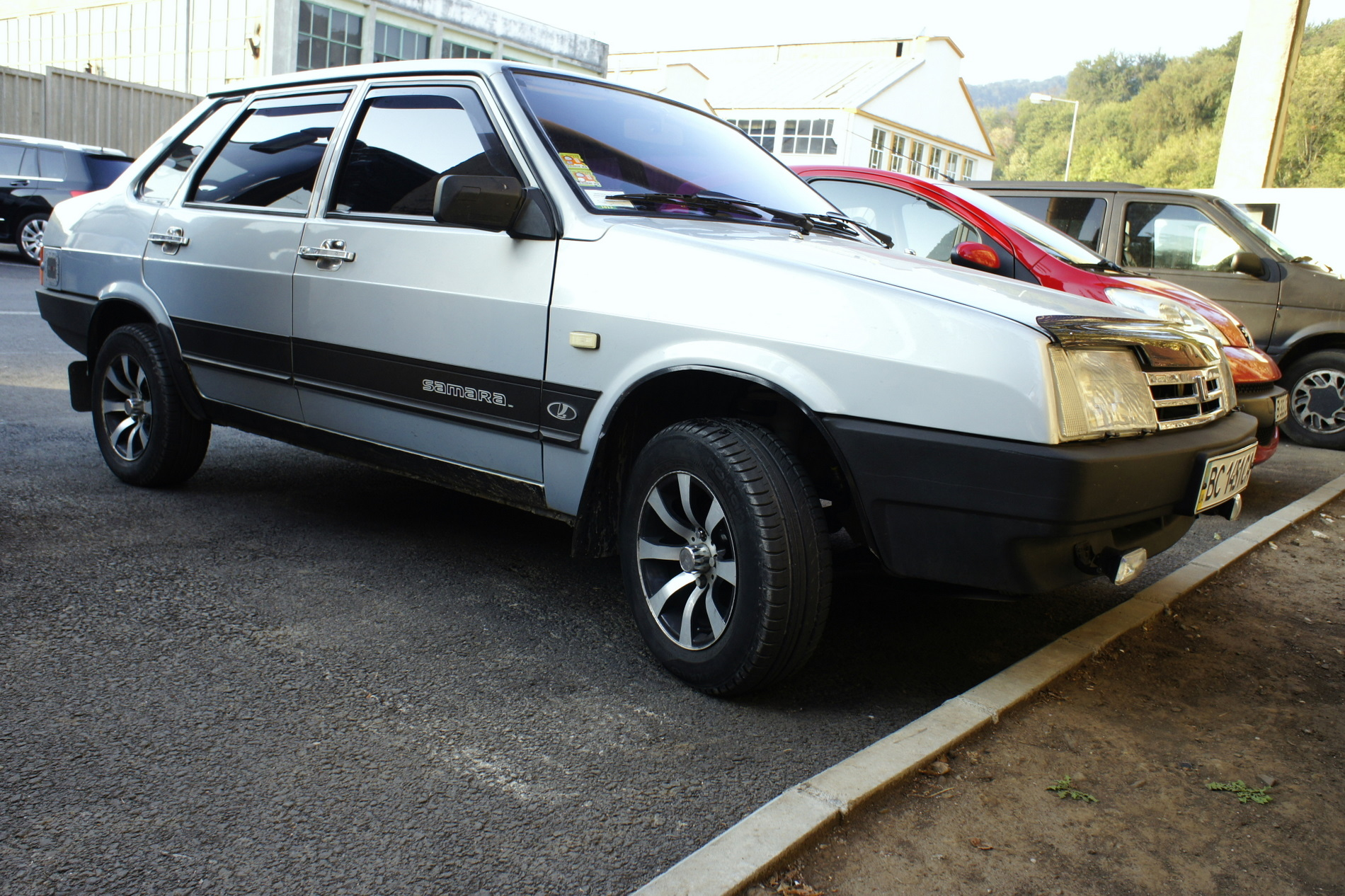
Lada Samara 21099 (Sagona)

### Une longue carrière
À sa sortie en janvier 1985, la Samara avait pour l'objectif de devenir la nouvelle voiture familiale du citoyen russe, sans pour autant remplacer les vieillissantes Jigouli. Il s'agissait alors de la première traction avant du groupe AvtoVAZ, qui jusqu'alors produisait uniquement des propulsions et des véhicules à quatre roues motrices, en collaboration avec son partenaire Fiat (via sa filiale UTS). Ce modèle équipé d’un moteur transversal étudié avec Porsche, d’un hayon, mais aussi de l’allumage électronique, marquait à l'époque un progrès très important pour la construction automobile Union soviétique.
D’abord uniquement disponible en version 3 portes (type 2108), la Samara (ou « Sputnik », qui a été son nom pendant un long moment sur le marché russe) est mue par un 4 cylindres 1.3 de 65 ch, et atteint 150 km/h en vitesse de pointe. D’autres moteurs s’ajouteront par la suite.
En Russie, sans concurrence ou presque à son niveau de prix, la Samara passe les années 1990 sans encombre. La puissance de ses moteurs est régulièrement augmentée, sa finition est améliorée, tout comme son équipement. Quelques prototypes originaux (comme la VAZ-415 à moteur Wankel) sont mis au point, mais sans aboutir à une production en série.
En juin 1995, la Lada 110 fait son apparition. D’aspect beaucoup plus moderne, elle n’enterre pas pour autant la Samara, qui reste beaucoup plus abordable.
Produite chez Asia Avto au Kazakhstan et chez ZAZ en Ukraine, la Samara a désormais laissé sa place en Russie à sa petite sœur Samara-2, apparue en 1997, et qui a définitivement pris la place des 2108, 2109 et 21099 à Togliatti pendant l’année 2003.
En 1993, «TTS», fondée en 1992 par Vyacheslav Zubarev, a signé un contrat avec AvtoVAZ. En 1995, le premier centre automobile à part entière a été ouvert — le salon LADA dans la ville de Naberezhnye Chelny et a été livré directement à l'usine automobile. En 1995 a ouvert un bureau à Kazan. Jusqu'en 1997, les voitures de Naberezhnye chelnov ont été distillées. Après-transporté par chemin de fer,,.

### Différentes versions
Deux ans après le lancement réussi de la 3 portes, AvtoVAZ commence l’assemblage de la version 2109, à 5 portes, avant de la lancer officiellement en 1987. Ce modèle conserve la présentation et la finition de la 2108. Cette même année, la gamme s’étoffe avec l’arrivée de deux nouveaux moteurs : un petit 1100 (réservé à l’exportation) et un plus gros 1500 à injection.
Répondant à la demande soviétique, peu friande du hayon, l’usine lance début 1991 la version trois volumes, baptisée 21099 ou Samara Sedan (Sagona en Europe et au Canada), disponible uniquement avec le moteur 1500.
En janvier 1990, l’importateur belge Scaldia-Volga présente une version cabriolet de la Samara, réalisée par le carrossier néerlandais Meeus. Manquant de finesse, elle ne sera pas retenue pour la production en série. Toutefois, la société belge EBS, qui produit des cabriolets sur base de Renault Supercinq s’y intéresse, et prend contact avec Scaldia-Volga. Le contrat est signé, et il prévoit de construire 2000 voitures entre 1991 et 1995. Dévoilé en janvier 1992, le modèle est disponible avec les moteurs 1100, 1300 et 1 500 cm3. D’abord réservée au marché belge, le cabriolet arrive en France pendant l’été 1993, et y est baptisé Natacha. Il reprend au passage le kit carrosserie déjà vu sur les berlines GLX. Affichée au tarif très serré de 79 800 F (pour la 1100), la Natacha est donc le cabriolet le moins cher du marché. 164 exemplaires seront immatriculés en France jusqu’en 1996, très majoritairement avec le moteur 1500.
À la même époque, le carrossier allemand Bohse réalise un cabriolet à arceau sur la base de la Samara. Vendu sous le nom de « Fun » mais aussi de « Taïga », il sera diffusé à un faible nombre d’exemplaires entre 1990 et 1993, notamment en Allemagne et aux Pays-Bas.
Dans son pays, la Samara a également donné naissance à des versions utilitaires non commercialisées en Europe.

### La Samara en Europe

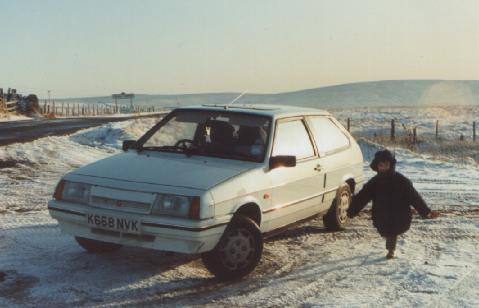
Lada Samara 2108 britannique

Présentée aux Européens à l’occasion du Salon de Bruxelles 1986, la Samara est commercialisée à l’Ouest à partir du printemps, et intègre officiellement le catalogue de l’importateur français Jean-Jacques Poch le 1er juillet 1986.
Affichée à des tarifs très attractifs, fréquemment déclinée en de nombreuses séries limitées ou proposée avec des finitions haut de gamme par les importateurs (GLS, GLX ou African Replica en France, Carlota ou Trophy en Belgique…), la Samara connaît immédiatement un très grand succès. À la fin des années 1980, elle permet même à Lada de se hisser à la quatrième place du marché belge ! Arrivée courant 1991, la berline 21099 reçoit des noms spécifiques pour chaque marché : Sagona en France, Saloon au Royaume-Uni, Diva en Belgique, ou encore Forma en Allemagne.
En 1990, une série de spots publicitaires pour la Lada Samara est diffusée à la télévision, avec l'acteur Albert Dupontel,.
Au milieu des années 1990, pour faire face à la chute spectaculaire des ventes de Lada en France (et également sur le continent), Lada France (qui a repris les activités de Poch en 1992), décide de proposer une version Diesel sur le marché. Celui-ci, fourni par PSA, est un 1500 développant 57 ch, également monté sur les Citroën AX et Peugeot 106 installé par FAM Automobiles. Il sera inscrit au catalogue de 1995 à 1998.
En avril 1995, la marque russe signe un accord avec le groupe industriel finnois Valmet, afin de produire une version modernisée de la Samara 5 portes dans ses installations d’Uusikaupunki. Dévoilé en 1996, cette Samara « Baltic » se distingue par ses nouveaux pare-chocs, sa nouvelle calandre, un spoiler, et par la présence de nouveaux équipements comme le coussin gonflable de sécurité du conducteur (« airbag »), et une finition beaucoup plus soignée. Malheureusement, elle arrive trop tard pour relancer les ventes, et seulement 14 048 exemplaires seront écoulés jusqu’en 1998, notamment en Finlande et en Belgique.
Au total plus de 20 licences d’importances seront achetées à des entreprises étrangères.
Vieillissante, la Samara ne peut plus grand-chose face à ses rivales bien plus modernes, et s’efface définitivement de la scène européenne au début de l’année 1999.

## La Samara-2 (1997 – 2013)
La Samara-2 (rebaptisée simplement « Samara » depuis 2005), est une version remise au goût du jour de la Samara originelle, et toujours en vente actuellement.
Les premiers modèles sont apparus en 1997, à titre expérimental. Il s’agissait de modèles à 4 portes (type 2115), censés remplacer le haut de gamme Lada d’alors, à savoir la 21099. Construite en série à partir de 2001, cette 2115 a été rejointe quelques mois plus tard par une version 2114 à 5 portes, puis par la 2113 (3 portes) à l’automne 2004. Tous ces modèles sont équipés par deux moteurs : le 1500 monté dans la 110, et un 1600 quasi identique de 81 ch, qui est le seul subsistant encore.
La Samara est disponible en finition « standard » ou « luxe », à partir de 259 300 roubles (soit environ 6 400 €), ce qui en fait l’une des voitures les moins chères du marché russe.
Habituée aux podiums depuis sa sortie, elle est en 2010 la quatrième voiture la plus vendue dans le pays (derrière le duo 2105/2107, la Priora et la Kalina).
À la suite de la crise de 2008, le marché automobile russe est touché de plein fouet.
Même si la Samara est régulièrement modernisée la version initiale date de 1984, et son âge commence à la trahir.
La relève arrive en 2011 avec la très attendue Lada Granta.
Sa production prend fin le 24 décembre 2013.

## La Samara dans le sport automobile
À partir de 1990, Lada commence à remplacer ses Niva engagées en rallye-raid par des Samara, appelées T3. Équipés par un 6 cylindres Porsche monté à l’arrière, ces protos participeront à des épreuves mythiques comme le Paris-Dakar ou le Rallye des Pharaons aux mains des meilleurs pilotes de l’époque : Jacky Ickx, Patrick Tambay, ou encore Hubert Auriol.
En 1987, le préparateur lituanien Stasys Brundza, développe une version rallye (Samara-EVA) à moteur central de 1 860 cm3 développant 300 ch. Mais l’arrêt du Groupe B l’empêche de faire ses preuves.
D’autres modèles moins extrêmes ont participé à des rallyes pendant les années 1980 et 1990, notamment en Groupe A.

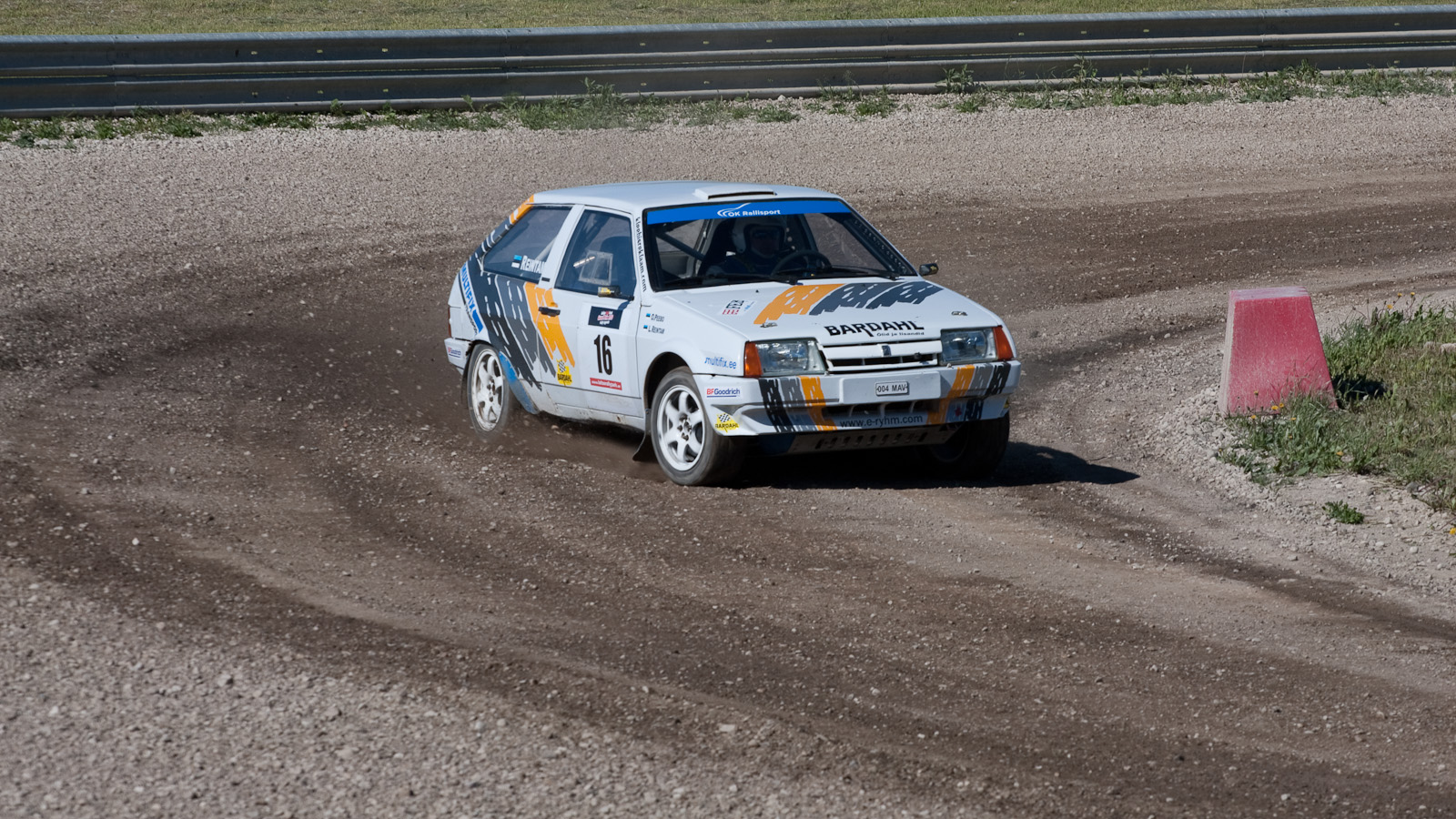
Lada Samara de rallye

## Galerie
Cliquez sur une image pour la voir en taille réelle.

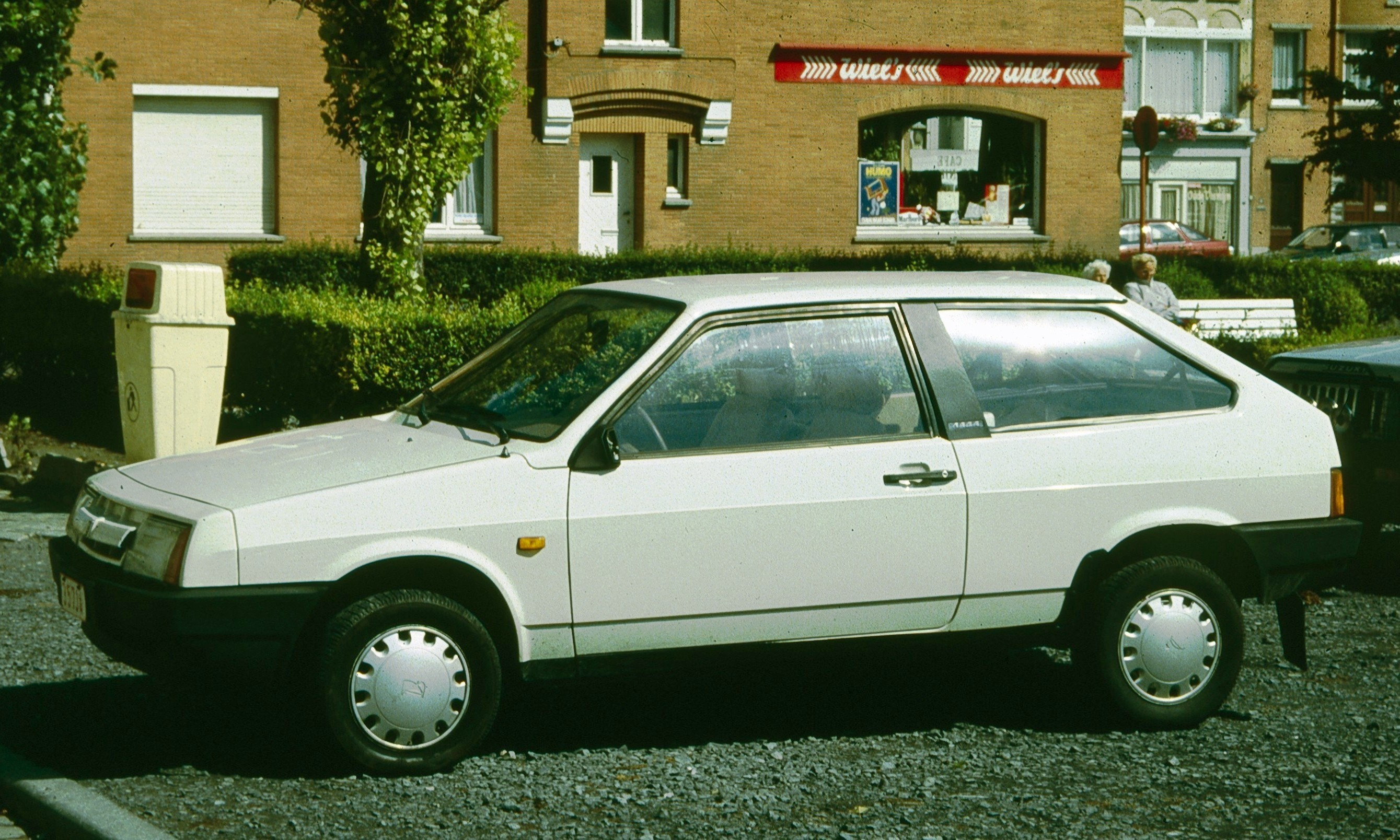
Lada Samara 2108
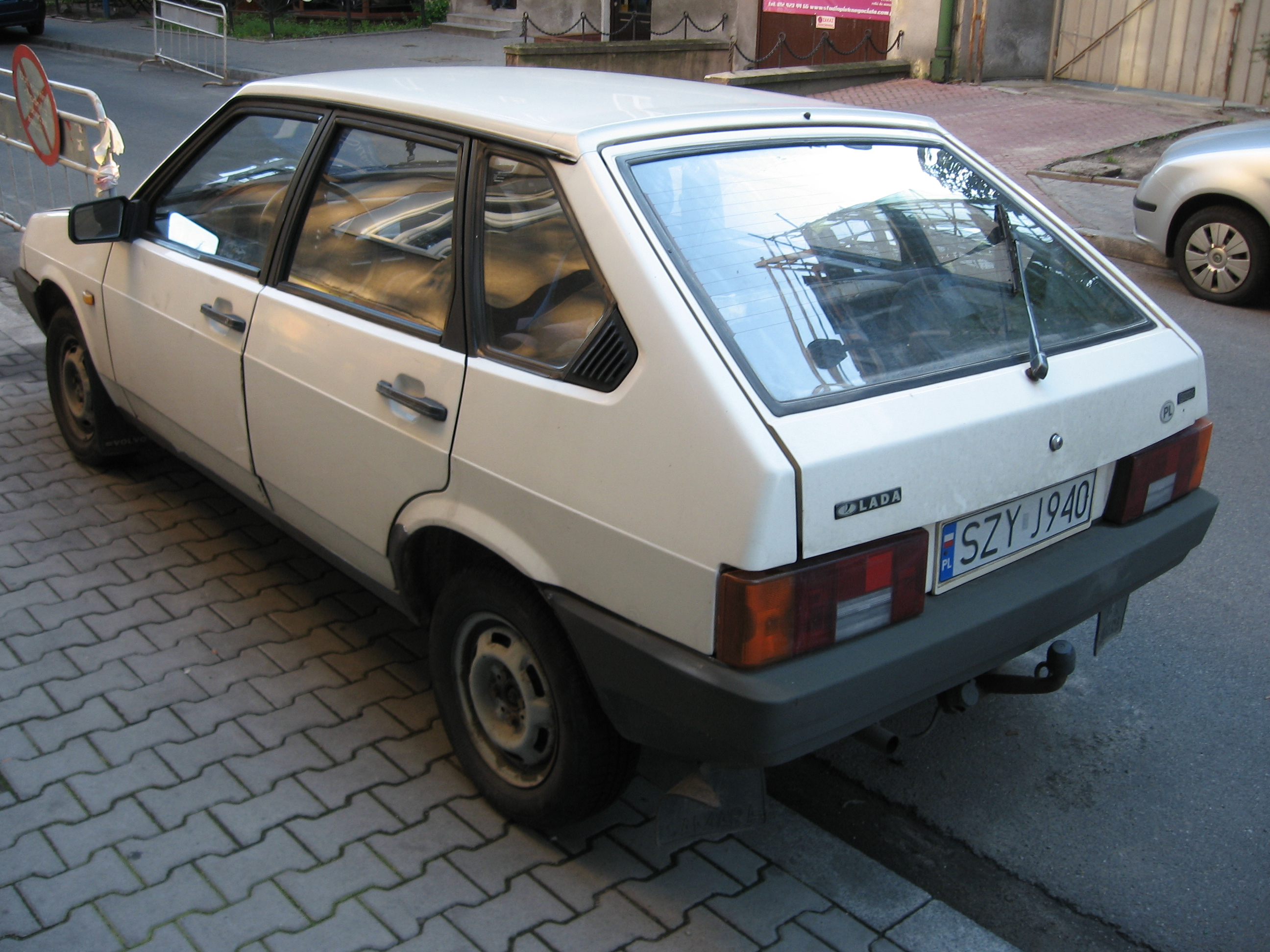
Lada Samara 2109
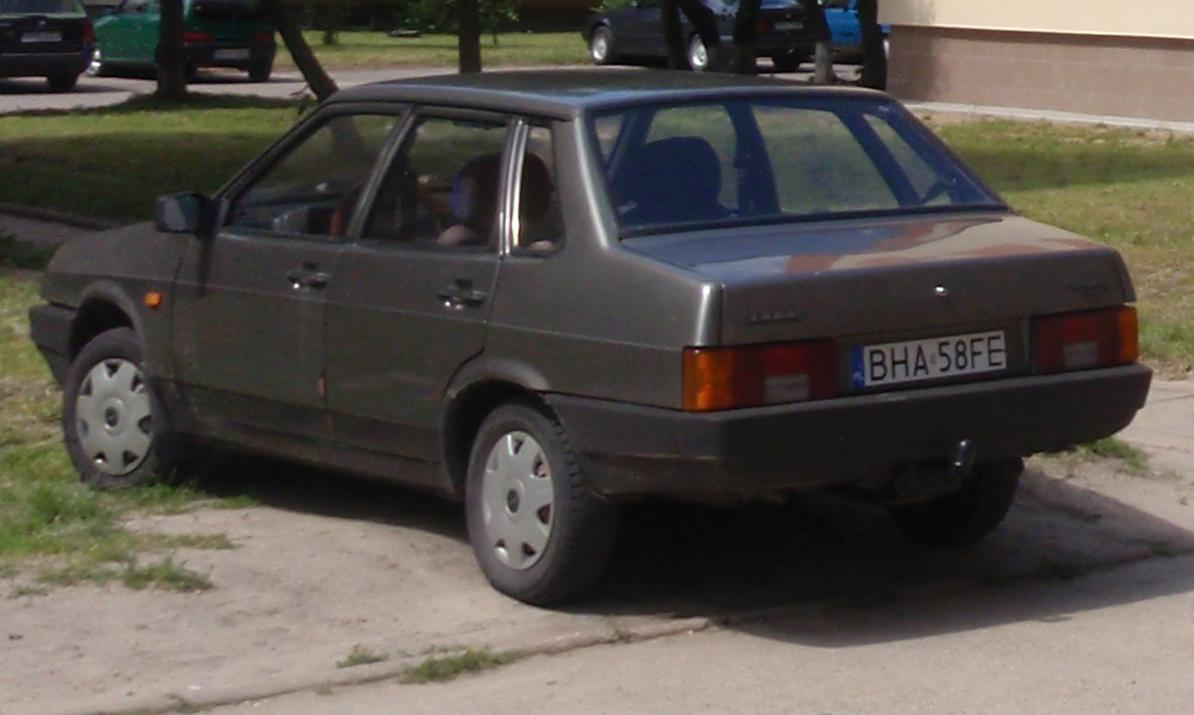
Lada Samara 21099
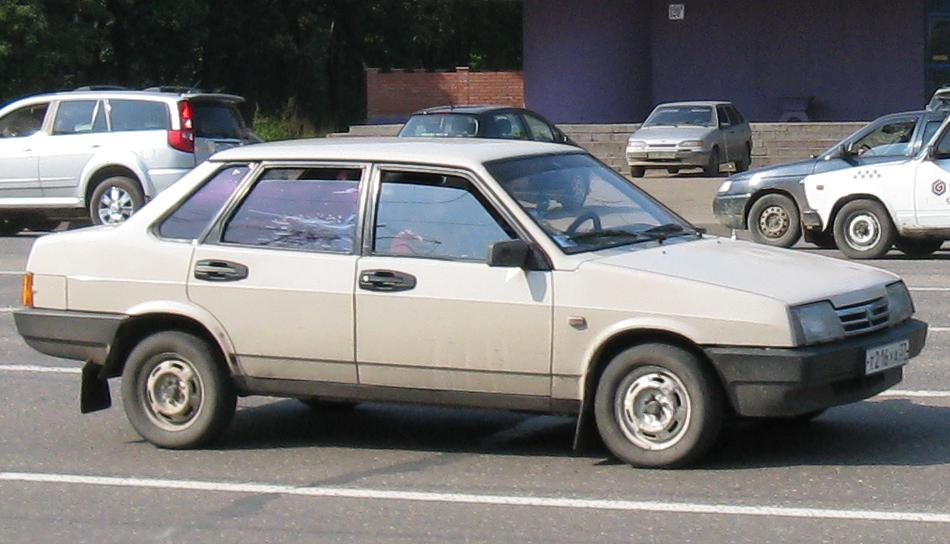
Lada Samara 21099
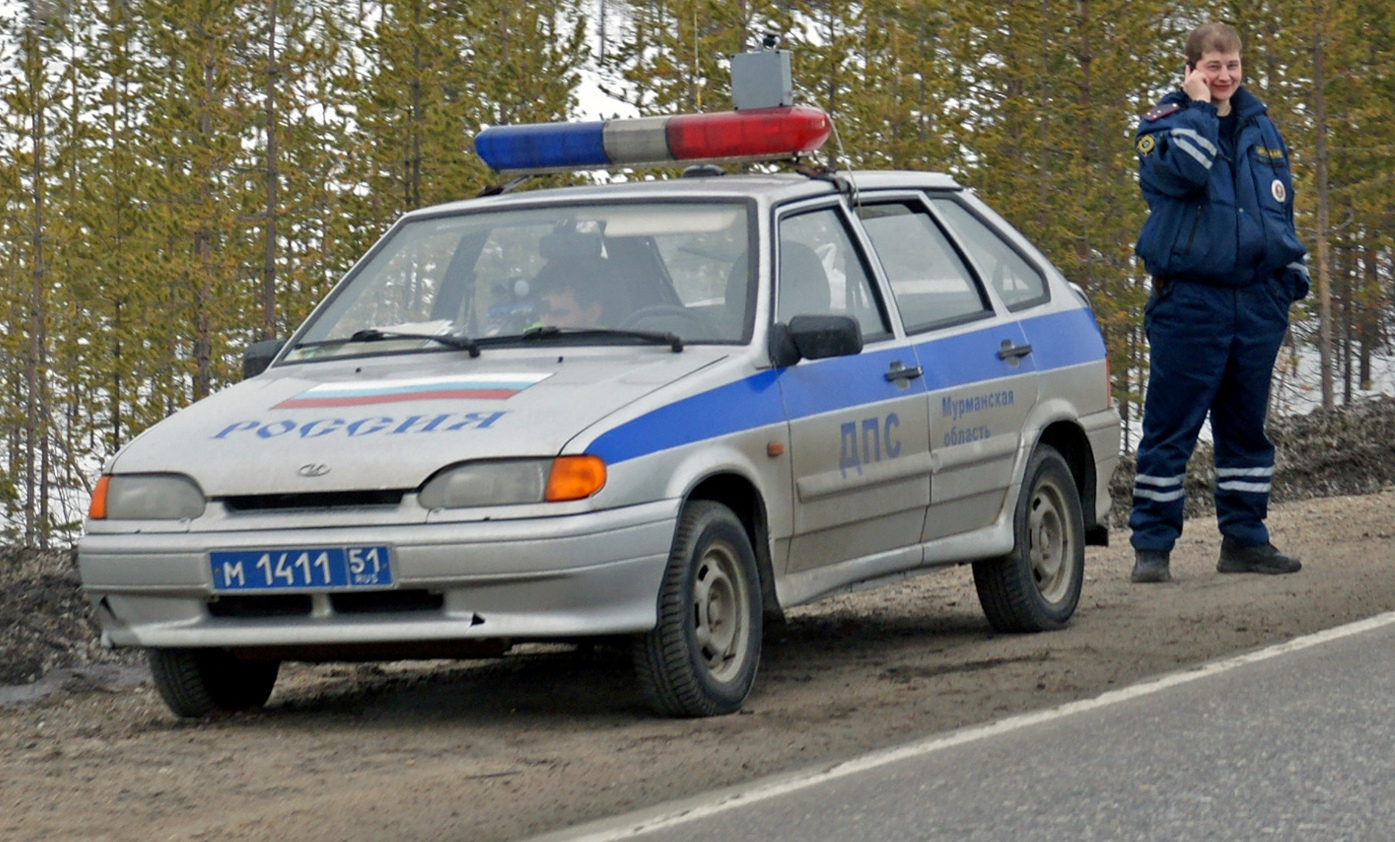
Lada Samara 2114 de la Police russe
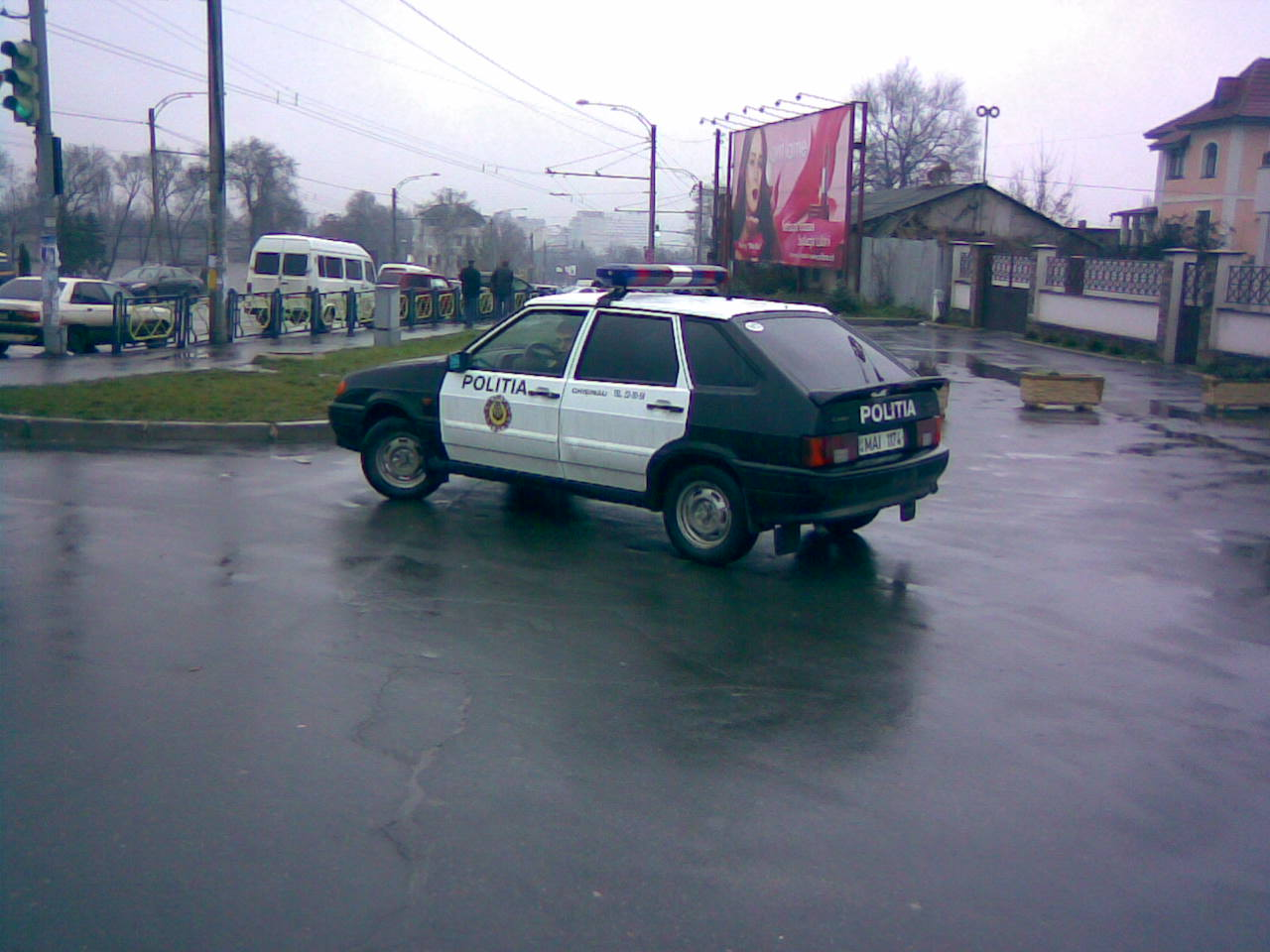
Lada Samara 2114 de la Police moldave
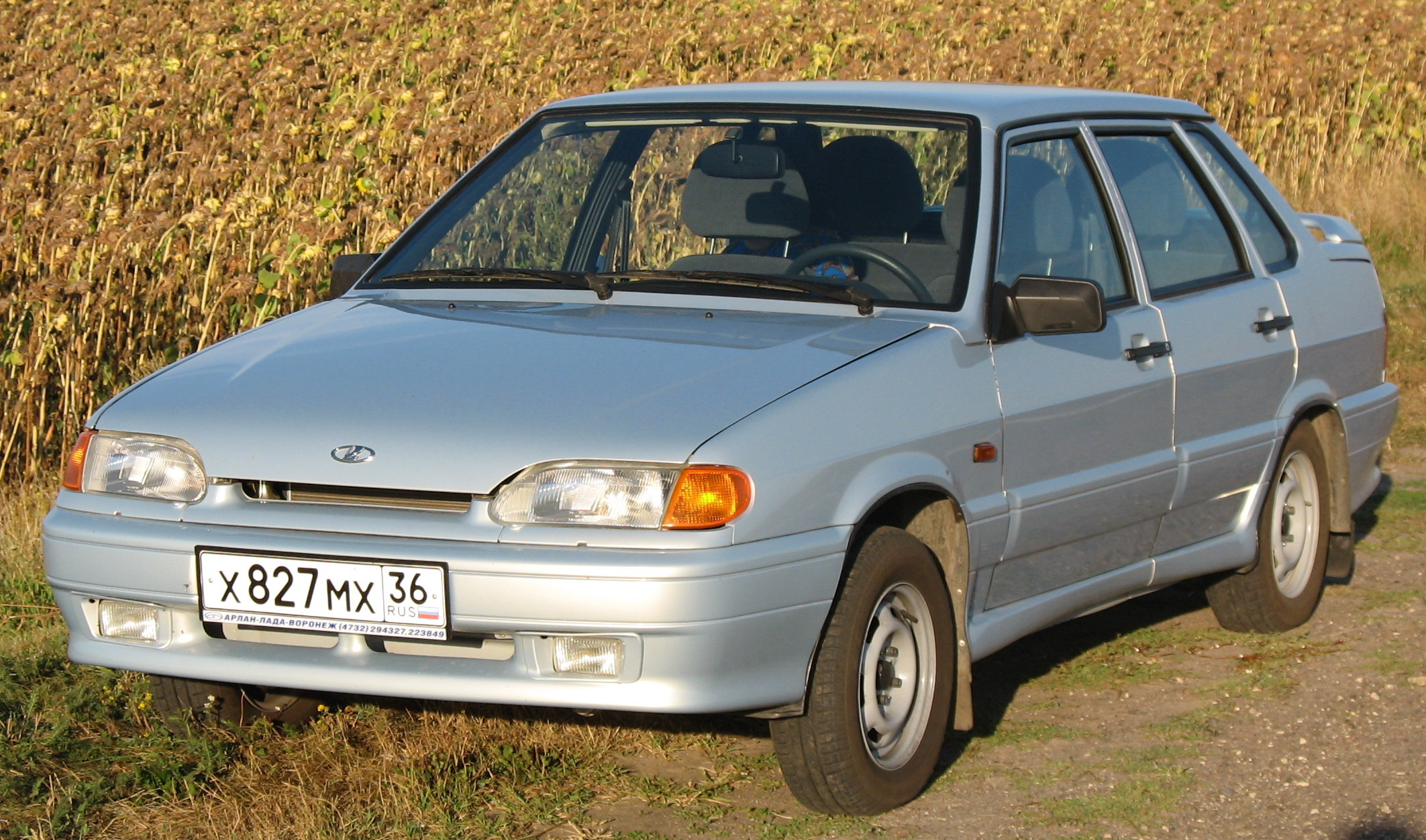
Lada Samara 2115
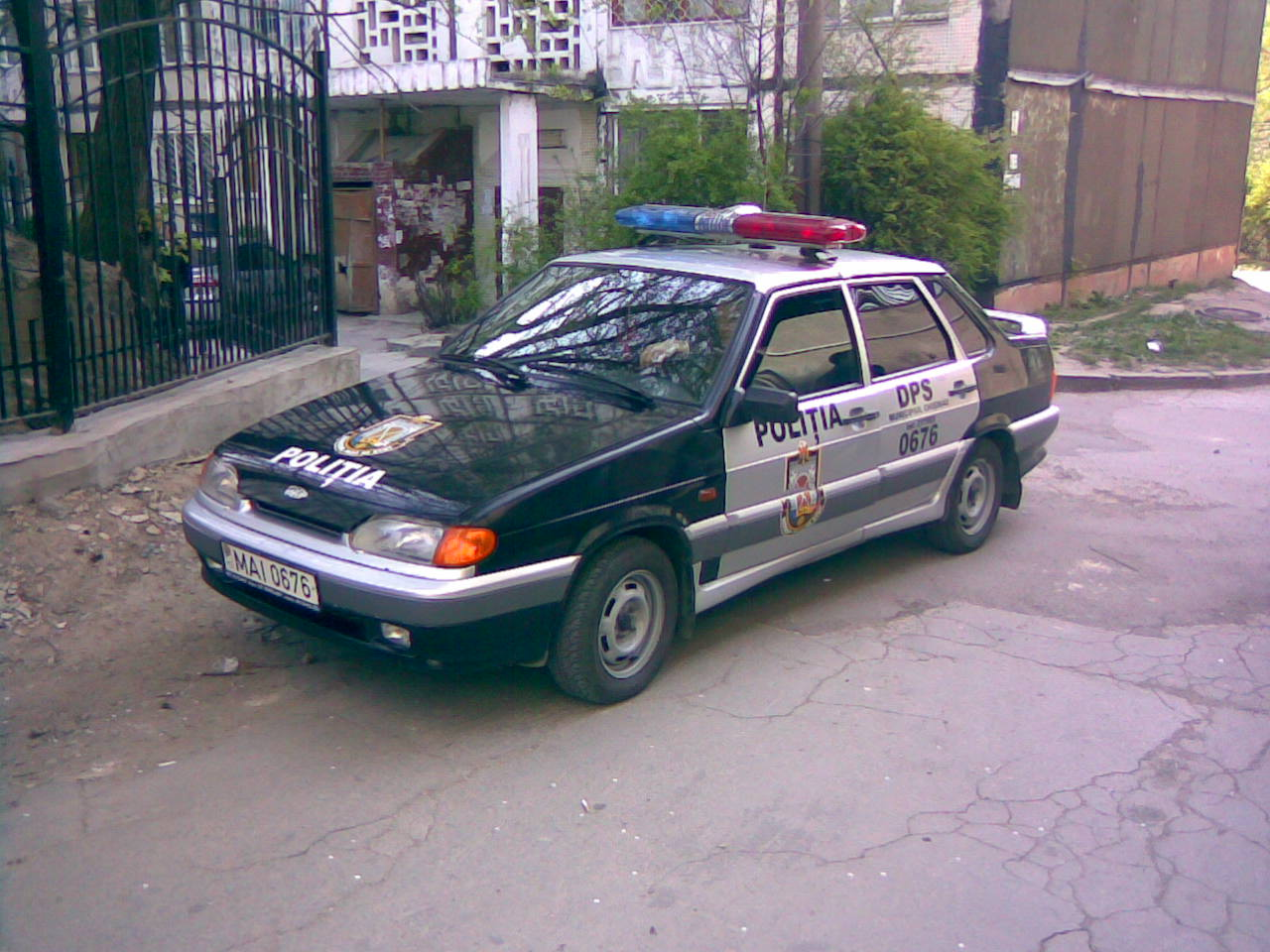
Lada Samara 2115 de la Police moldave

## Sources
- Bernard Vermeylen, Voitures des pays de l'Est, Boulogne-Billancourt, E-T-A-I, 2008, 239 p. (ISBN 978-2-7268-8808-7)
- Site officiel de Lada (Russie)